# How You Like That
«How You Like That» (с англ. — «Как тебе такое нравится?») — песня южнокорейской гёрл-группы Blackpink, выпущенная 26 июня 2020 года лейблами YG Entertainment и Interscope Records в качестве первого сингла, предваряющего выпуск дебютного студийного альбома группы на корейском языке, который был выпущен 2 октября 2020 года. Тедди написал трек в соавторстве с Дэнни Чаном и продюсерами R. Tee и 24.
Музыкальное видео установило несколько рекордов на YouTube по скорости достижения 100 млн (за 32 часа) и 200 млн просмотров (за 7 дней).

## Предыстория
4 мая 2020 года стало известно, что группа закончила запись своего нового альбома и работает над графиком съемок музыкального клипа позже в том же месяце. 18 мая того же года корейский лейбл группы, YG Entertainment, поделился новостями о проекте, запланированном на июнь 2020 года, раскрыв более 10 песен для их первого полноформатного альбома. 10 июня 2020 года YG разместили тизерный плакат к предрелизному синглу во всех социальных сетях, сообщив дату выхода сингла — 26 июня. Три дня спустя YG Entertainment выпустили пролог новейшего реалити-шоу группы, 24/365 with Blackpink, в преддверии его предполагаемого запуска на YouTube. Шоу будет документировать их возвращение наряду с разделением их жизни через влоги.
15 июня YG Entertainment разместили отдельные плакаты участников BLACKPINK. На следующий день был показан ещё один тизер-постер с названием предрелизного сингла «How You Like That». Ещё одна тизерная фотография была выпущена 17 июня. Концептуальные видеоролики с участием участников группы были выпущены 18 и 19 июня. Концептуальные фотографии были показаны 20 июня, а тизер концептуального видео был выпущен на следующий день. Официальный тизерный плакат группы был обнародован 22 июня. Тизер музыкального клипа был выпущен 24 июня. Официальная премьера песни состоялась 26 июня 2020 года, после часового обратного отсчета в прямом эфире.

## Критика
Композиция, в целом, была одобрительно встречена музыкальными экспертами и обозревателями.
Consequence of Sound назвал эту песню 27-м лучшим треком 2020 года, написав, что участники «передают позитивный посыл своим треком, ориентированным на хип-хоп с множеством взрывных ритмов». The Chicago Tribune включили эту песню в свой список 50 лучших песен 2020 года, заявив, что "резкое и титанически весёлое возвращение должно укрепить их как поп-звезды в США на долгие годы ". Журнал Billboard поставил песню на 23-е место в своём списке 100 лучших песен 2020 года, приветствуя её мелодию и энергетику группы, далее утверждая, что этот фейерверк был «одним из самых захватывающих секунд поп-музыки за весь год». Кристал Белл из Paper подверг трек критике за шаблонную структуру, однако она сказала o песне как «великолепно большой», оказавшей «значительно большее культурное влияние, чем их другие синглы в этом году».

### Итоговые списки года
| Издание              | Список                                     | Позиция | Прим.  |
| -------------------- | ------------------------------------------ | ------- | ------ |
| Billboard            | 100 лучших песен 2020 года                 | 23      | [ 19 ] |
| Billboard            | 25 лучших музыкальных клипов 2020 года     | 20      | [ 21 ] |
| Billboard            | 30 лучших поп-песен 2020 года              | N/A     | [ 22 ] |
| Chicago Tribune      | 50 лучших песен 2020 года                  | N/A     | [ 18 ] |
| Consequence of Sound | 50 лучших песен 2020 года                  | 27      | [ 17 ] |
| Los Angeles Times    | 50 лучших песен 2020 года                  | N/A     | [ 23 ] |
| Metro                | Рейтинг лучших возвращений K-pop 2020 года | 18      | [ 24 ] |
| Paper                | 40 лучших песен K-pop 2020 года            | 19      | [ 20 ] |
| Pitchfork            | 100 лучших песен 2020 года                 | 98      | [ 25 ] |
| Vogue                | Лучшее музыкальное видео моды 2020 года    | N/A     | [ 26 ] |

## Музыкальное видео
Музыкальное видео для «How You Like That» было срежиссировано Со Хён Сыном, который ранее снял «Ddu-Du Ddu-Du» и «Kill This Love». Премьера музыкального видео на YouTube в настоящее время удерживает рекорд по количеству зрителей (1,66 миллиона).
Позднее видео стало самым просматриваемым в истории за первые 24 часа, достигнув показателя в 86,3 млн просмотров за это время. Музыкальное видео стало самым быстро просматриваемым роликом в истории YouTube и достигло показателя в 100 млн просмотров за 32 часа после релиза.

### Танцевальная практика
20 июля вышло дополнительное видео, которое представляло собой танцевальную практику. В нём четыре участницы исполняют хореографию в одинаковых чёрных костюмах, в то время как фон окрашен в розовый цвет. В конце к девушкам присоединяются восемь дополнительных танцоров, вместе с которыми участницы исполняют высокоэнергичное финальное представление. В январе 2021 года это видео стало первым в своём роде, достигшим отметки в 500 миллионов просмотров на YouTube. 7 февраля следующего года оно стало первым танцевальным видео в истории, а также шестым видео группы BLACKPINK, достигшим миллиарда просмотров. Тогда же был достигнут и первый в истории прецедент когда и клип, и танцевальная практика на одну и ту же песню достигли одного миллиарда просмотров. Данное видео остаётся единственным миллиардником в своём роде. На январь 2023 года, набрав более 1,3 миллиарда просмотров, оно опережает оригинальный видеоклип.
Танцевальная практика, в отличие от самого клипа, попала и на 20 место в итоговом списке лучших музыкальных видео 2020 года, составленном редакцией журнала Billboard, с формулировкой «Можно смотреть бесконечно».

## Награды и номинации
Песня установила несколько мировых рекордов Книги рекордов Гиннесса по числу просмотров видеоклипа. Музыкальное видео стало самым просматриваемым в истории YouTube за первые 24 часа, в том числе для премьерных роликов и для видео K-поп групп.
| Год                        | Организация                     | Награда                                            | Получатель  | Результат    | Ссылка |
| -------------------------- | ------------------------------- | -------------------------------------------------- | ----------- | ------------ | ------ |
| 2020                       | APAN Music Awards               | Лучшее музыкальное видео                           | Blackpink   | Победа       | [ 39 ] |
| 2020                       | Asian Pop Music Awards          | Песня года (зарубежняя)                            | Blackpink   | Номинация    | [ 40 ] |
| 2020                       | BreakTudo Awards                | Международное музыкальное видео                    | Blackpink   | Номинация    | [ 41 ] |
| 2020                       | Joox Hong Kong Top Music Awards | Любимый K-pop фанатов                              | Blackpink   | Победа       | [ 42 ] |
| 2020                       | Joox Malaysia Top Music Awards  | Топ-5 хитов года: K-pop                            | Blackpink   | Победа       | [ 43 ] |
| 2020                       | Nickelodeon Meus Prêmios Nick   | Любимый международный хит                          | Blackpink   | Номинация    | [ 44 ] |
| 2020                       | MTV Video Music Awards          | Песня лета                                         | Blackpink   | Победа       | [ 45 ] |
| 2020                       | Melon Music Awards              | Лучший танец (женский)                             | Blackpink   | Победа       | [ 46 ] |
| 2020                       | Melon Music Awards              | Песня года                                         | Blackpink   | Номинация    | [ 46 ] |
| 2020                       | Mnet Asian Music Awards         | Лучшее танцевальное представление (женская группа) | Blackpink   | Победа       | [ 47 ] |
| 2020                       | Mnet Asian Music Awards         | Песня года                                         | Blackpink   | Номинация    | [ 47 ] |
| 2021                       | Gaon Chart Music Awards         | Песня года — Июнь                                  | Blackpink   | Победа       | [ 48 ] |
| 2021                       | Golden Disc Awards              | Лучшая цифровая песня (Бонсанг)                    | Blackpink   | Победа       | [ 49 ] |
| 2021                       | Golden Disc Awards              | Песня года (Дэсан)                                 | Blackpink   | В шорт-листе | [ 50 ] |
| 2021                       | iHeartRadio Music Awards        | Лучшее музыкальное видео                           | Blackpink   | Номинация    | [ 51 ] |
| 2021                       | Seoul Music Awards              | Премия Бонсанг                                     | Blackpink   | Номинация    | [ 52 ] |
| Профессиональные категории |                                 |                                                    |             |              |        |
| 2020                       | Asian Pop Music Awards          | Лучший аранжировщик (за рубежом)                   | R. Tee & 24 | Победа       | [ 53 ] |
| 2020                       | Asian Pop Music Awards          | Лучший продюсер (за рубежом)                       | Teddy Park  | Номинация    | [ 40 ] |

| Год  | Организация             | Награда                                                                    | Результат | Ссылка |
| ---- | ----------------------- | -------------------------------------------------------------------------- | --------- | ------ |
| 2020 | Книга рекордов Гиннесса | Самое просматриваемое видео на YouTube за 24 часа                          | Победа    | [ 38 ] |
| 2020 | Книга рекордов Гиннесса | Самое просматриваемое музыкальное видео на YouTube за 24 часа              | Победа    | [ 38 ] |
| 2020 | Книга рекордов Гиннесса | Самое просматриваемое музыкальное видео k-pop-группы на YouTube за 24 часа | Победа    | [ 38 ] |
| 2020 | Книга рекордов Гиннесса | Самая просматриваемая премьера видео на YouTube                            | Победа    | [ 38 ] |
| 2020 | Книга рекордов Гиннесса | Самая просматриваемая премьера музыкального видео на YouTube               | Победа    | [ 38 ] |
| 2020 | Книга рекордов Гиннесса | Музыкальное видео, быстрее всех набравшее 100 млн просмотров               | Победа    | [ 38 ] |

| Программа        | Телеканал | Дата         | Ссылка |
| ---------------- | --------- | ------------ | ------ |
| Inkigayo         | SBS       | 5 июля 2020  | [ 54 ] |
| Inkigayo         | SBS       | 12 июля 2020 | [ 55 ] |
| Show Champion    | MBC Music | 8 июля 2020  | [ 56 ] |
| M Countdown      | Mnet      | 9 июля 2020  | [ 57 ] |
| Music Bank       | KBS       | 10 июля 2020 | [ 58 ] |
| Show! Music Core | MBC       | 11 июля 2020 | [ 59 ] |

| Премия                  | Дата         | Ссылка |
| ----------------------- | ------------ | ------ |
| Weekly Popularity Award | 6 июля 2020  | [ 60 ] |
| Weekly Popularity Award | 13 июля 2020 | [ 60 ] |
| Weekly Popularity Award | 20 июля 2020 | [ 60 ] |

## Творческая группа
Адаптировано под примечания к буклету «How You Like That».

### Место записи
- YG Entertainment

### Персонал
- Ким Джису — ведущая вокалистка
- Ким Дженни — основной рэпер, вокалистка
- Пак Розэ — основная вокалистка, ведущая танцовщица
- Лалиса Манобан — основной танцор, ведущий рэпер, сабвокалистка
- Дэнни Чан — текст
- Тедди Пак — текст, музыка
- R. Tee — музыка
- 24 — музыка

## Чарты
| Чарт (2020)                               | Высшая позиция |
| ----------------------------------------- | -------------- |
| Аргентина (Argentina Hot 100)             | 50             |
| Австралия (ARIA)                          | 12             |
| Австрия (Ö3 Austria Top 40)               | 55             |
| Бразилия (UBC)                            | 3              |
| Канада (Billboard Canadian Hot 100)       | 11             |
| Чехия (Singles Digitál Top 100)           | 45             |
| Европа (Euro Digital Songs, Billboard)    | 9              |
| Германия (GfK)                            | 66             |
| Мир (Global 200, Billboard)               | 24             |
| Венгрия (Single Top 40)                   | 1              |
| Венгрия (Stream Top 40)                   | 12             |
| Ирландия (IRMA)                           | 26             |
| Япония (Japan Hot 100)                    | 8              |
| Япония (Oricon)                           | 24             |
| Нидерланды (Single Top 100)               | 77             |
| Новая Зеландия (Recorded Music NZ)        | 14             |
| Португалия (AFP)                          | 25             |
| Шотландия (OCC Scotland)                  | 13             |
| Республика Корея (Gaon Digital Chart)     | 1              |
| Республика Корея (Gaon Albums Chart)      | 1              |
| Республика Корея (K-pop Hot 100)          | 1              |
| Швеция (Sverigetopplistan)                | 92             |
| Швейцария (Schweizer Hitparade)           | 50             |
| Великобритания (OCC UK Singles)           | 20             |
| США (Billboard Hot 100)                   | 33             |
| США (World Digital Song Sales, Billboard) | 1              |

## История релиза
| Регион    | Дата         | Формат                     | Лейбл         | Прим.  |
| --------- | ------------ | -------------------------- | ------------- | ------ |
| Различный | 26 июня 2020 | Цифровая загрузка стриминг | YG Interscope | [ 87 ] |
| Италия    | 3 июля 2020  | Contemporary hit radio     | Universal     | [ 88 ] |